# 5015 Litke
Az 5015 Litke (ideiglenes jelöléssel 1975 VP) a Naprendszer kisbolygóövében található aszteroida. Tamara Mihajlovna Szmirnova fedezte fel 1975. november 1-én.